# Sharif Atkins
Sharif Atkins (Pittsburgh, Pensilvania, 29 de enero de 1975) es un actor estadounidense conocido por sus papeles como el Dr. Michael Gallant, en ER (2001-2006), el agente del FBI Clinton Jones en White Collar (2009-2014) y el capitán Norman 'Boom Boom' Gates en NCIS: Hawaiʻi (2021-2024).

## Primeros años de vida
Atkins nació en Pittsburgh, Pensilvania, y creció en Chicago, Illinois. Se licenció en comunicación teatral en la Universidad Northwestern en 1997. Allí, en 1996, se afilió a la fraternidad Kappa Alpha Psi (capítulo Theta). En 1998, estudió en el Conservatorio de Artes Escénicas de Los Ángeles, antes de comenzar a trabajar en cine y televisión.

## Carrera
Atkins ganó mucha popularidad por su papel como el Dr. Michael Gallant, con el que debutó en la octava temporada (2001) del drama médico ER, de la NBC. Dejó ER tras la temporada 2003-2004. En 2004, protagonizó el drama policial Hawaii, como John Declan, ex detective del  Departamento de Policía de Chicago transferido a la unidad de crímenes de élite del Departamento de Policía de Honolulu.  Atkins continuó haciendo apariciones especiales en las temporadas 2004-2005 y 2005-2006 de ER, cuando su personaje regresaba de una excedencia en Irak como médico del ejército de EE. UU. Su personaje fue asesinado en Irak al final de la temporada 2005-2006. Atkins también interpretó al personaje recurrente Gary Navarro en la serie The 4400 . En 2005, Atkins actuó en la comedia televisiva Eve, en el papel de Grant, novio de Shelly.
Atkins interpretó al agente especial Clinton Jones en White Collar, de USA Network, de 2009 a 2014.
También interpretó al fiscal federal adjunto, Rivers, en el drama The Good Wife, de CBS. En 2009, apareció en el episodio 25 de la temporada 4 de Criminal Minds - "Al infierno...", como el sargento William Hightower. Atkins también apareció como estrella invitada en la temporada 8 de CSI: Miami.
En 2014, actuó como piloto de los Nova Corps en Guardianes de la Galaxia.
En 2021, comenzó un papel recurrente como Norman "Boom Boom" Gates en NCIS: Hawaiʻi hasta la cancelación de la serie, en 2024.

## Filmografía

### Películas
| Año  | Título original            | Personaje                | Observaciones    |
| ---- | -------------------------- | ------------------------ | ---------------- |
| 1999 | Enciéndelo                 | Pistolero                |                  |
| 2002 | The Big Time               | Joe Royal                | Filme televisivo |
| 2006 | Paved with good intentions | Rick Balden              |                  |
| 2010 | La hija del predicador     | Wynton                   |                  |
| 2014 | Guardianes de la Galaxia   | Piloto de los Nova Corps |                  |
| 2015 | Oceanus: Act one           | Sam Jordan               | Cortometraje     |
| 2016 | Second Sight               | Richard                  |                  |
| 2018 | Puertas abiertas           | Chris                    |                  |

### Televisión
| Año       | Título original         | Personaje                                         | Observaciones                                                |
| --------- | ----------------------- | ------------------------------------------------- | ------------------------------------------------------------ |
| 1998      | Early Edition           | Cajero                                            | Episodio: "The Fourth Carpathian"                            |
| 1999      | Early Edition           | Guardaespaldas                                    | Episodio: "Number One with a Bullet"                         |
| 1999      | Turks                   | Black Kid                                         | Episodio: "Pilot"                                            |
| 2001      | That's Life             | Futbolista                                        | Episodio: "Something Battered, Something Blue"               |
| 2001      | The District            | Cyrus Sparks                                      | Episodio: "The Project"                                      |
| 2001–2006 | ER                      | Dr. Michael Gallant                               | Papel principal 2001–2004); papel recurrente 2005–2006       |
| 2002      | Arliss                  | Jordan                                            | Episodio: "Standards and Practices"                          |
| 2002      | The Big Time            | Joe Royal                                         | Filme televisivo                                             |
| 2004      | Hawaii                  | John Declan                                       | Serie de televisión                                          |
| 2005–2006 | Eve                     | Grant                                             | Papel recurrente                                             |
| 2005–2006 | Los 4400                | Gary Navarro                                      | Episodios: "Voices Carry", "The New World", "The Home Front" |
| 2006      | In Justice              | Ty Furlong                                        | Episodio: "Victims"                                          |
| 2007      | Close to Home           | Greg Ogletree                                     | Episodio: "Drink the Cup"                                    |
| 2007–2008 | Numbers                 | Clay Porter                                       | Episodios: "Thirteen", "End Game"                            |
| 2008      | Raising the Bar         | Andy Hamilton                                     | Episodio: "Shop Till You Drop"                               |
| 2009      | My Manny                | Mike                                              | Serie de televisión                                          |
| 2009      | Cold Case               | James Valentine                                   | Episodio: "Officer Down"                                     |
| 2009      | Criminal Minds          | William Hightower                                 | Episodio: "To Hell... and Back"                              |
| 2009      | The New 20s: Episodes 1 | Ralph                                             | Filme televisivo                                             |
| 2009      | CSI: Miami              | Mathew Sloan                                      | Episodio: "Hostile Takeover"                                 |
| 2009–2014 | White Collar            | Clinton Jones                                     | Papel principal                                              |
| 2010      | The Good Wife           | AUSA Harrison Rivers                              | Episodio: "Fleas"                                            |
| 2011      | Chase                   | Mark                                              | Episodio: "Roundup"                                          |
| 2012      | House                   | Hayes                                             | Episodio: "Blowing the Whistle"                              |
| 2015      | Sleepy Hollow           | Calvin Riggs                                      | Episodio: "What Lies Beneath"                                |
| 2015      | Rizzoli & Isles         | Agente especial del FBI Nate Burns                | Episodio: "Imitation Game"                                   |
| 2016      | Lucifer                 | Fiscal Earl Steadman                              | Episodio: "Quid Pro Ho"                                      |
| 2018      | SEAL Team               | Senior Chief Special Warfare Operator Beau Fuller | Episodio: "The Spinning Wheel"                               |
| 2019      | Magnum P.I.             | Detective Richard Johnson                         | Episodio: "Dead Inside"                                      |
| 2019      | Shameless               | Peter Naylor                                      | 2 episodios                                                  |
| 2019      | The Good Doctor         | Kane Omar                                         | Episodio: "Incomplete"                                       |
| 2021      | Queen of the South      | Capitán Eli Gamble                                | Episodio: "Fantasmas"                                        |
| 2021      | 9-1-1: Lone Star        | Victor                                            | Episodio: "2100"                                             |
| 2021–2024 | NCIS: Hawaiʻi           | Capitán Norman 'Boom Boom' Gates                  | Papel recurrente                                             |
| 2022      | The Rookie              | Oficial de Policía                                | Episodio: "Heart Beat"                                       |
| 2024      | Chicago Med             | Joe Thomas                                        | Episodio: "Bite yor tongue"                                  |
| 2024      | Yo                      | Darren Kennedy                                    | Papel recurrente                                             |